# 鲢旋缝虫
鲢旋缝虫（学名：Spirosuturia hypophthalmichthysis）为旋缝科旋缝虫属的动物。在中国，分布于浙江等，营寄生生活，寄生在鲢的肌肉以及鳙、鲩的肾。